# Loewyeva visoka kuća
Loewyeva visoka kuća odnosno poslovno-stambena zgrada Radovan zagrebački je "neboder" s 9 katova. Sagrađen je 1933. – 1934. godine za Eugena Radovana, tadašnjeg generalnog direktora kemijske industrije Titanit i glavnog zastupnika industrijske i trgovinske tvrtke Bosch AG. Autor osnove je arhitekt Slavko Löwy, a zadatak mu je povjeren na temelju pobjede na užem pozivnom natječaju. Radove je izvelo građevno poduzeće Otto i Erwin Sorg. Dosljednost oblikovnog govora internacionalnog stila, čistoća prostornog rješenja s naročito izraženom velegradskom aspiracijom, primjerenom mjerilu i mogućnostima sredine svrstavaju je među najbolja ostvarenja hrvatske moderne arhitekture. Ovaj neboder je zaštićeno kulturno dobro (Z-2154) od 2005. godine.

## Poveznice
- Zagrebački neboderi